# Mikael Sandberg (statsvetare)
Erik Mikael Sandberg, född 8 maj 1956, är en svensk statsvetare som är professor i statsvetenskap vid Högskolan i Halmstad.

## Biografi
Sandberg var gästprofessor i statsvetenskap vid Karlstads universitet (2002) och Karl Deutsch Guest Professor vid Wissenschaftszentrum Berlin für Sozialforschung (WZB) (1997) samt forskare vid FN-universitetets Institute for New Technologies, Maastricht (1995–1996). Efter studier vid Johns Hopkins- och Columbia-universiteten 1983–1985 disputerade han 1990 i statsvetenskap vid Göteborgs universitet och var 1990–1994 koordinator för dess Centrum för studier av Ryssland och östra Europa. 
Speciellt har Sandberg intresserat sig för evolutionär systemteori, statsvetenskaplig memetik och andra dynamiska ansatser, såsom diffusionteori, för analys av förändring inom politiska, sociala och teknologiska system. På senare år har han speciellt undervisat och forskat om förändring i politisk kultur och demokratins institutioner. Sandberg bedriver i allmänhet empiriska studier i syfte att utveckla olika delelement i en sammanhållen teori om social och samhällelig (inklusive politisk, ekonomisk och teknologisk) förändring. Begrepp skapade för detta syfte är exempelvis "kreativ innovation" om uppkomst av nya verksamheter (i Green Post-Communism? 1999), "memetic institutionalism" om institutioners memetiska evolution (se Social Capital and Democratisation 2003), och "innovation Darwinism" ("förändringsdarwinism") (i “The Evolution of IT Innovations in Swedish Organizations", 2006/2007).
På senare tid har Sandberg speciellt samarbetat med forskare från Stockholms och Lunds universitet och använt stora databaser om institutionell utveckling i världen under lång tid. Dessutom har han samarbetat med Max Rånge i att analysera dennes nya data om de politiska institutionernas framväxt sedan 1789.
Under de senaste åren har Sandberg också publicerat debattartiklar vars budskap varit att understryka vikten av att avpolitisera statsvetenskapen, dvs. göra den objektiv och vetenskaplig snarare än subjektiv och redskap i debatter. Dessutom har Sandberg påpekat faran med att forskningsfinansiering i Sverige ofta gynnar ett fåtal starkt politiserade statsvetenskapliga forskare. Han är författare till Samhällets rörelselag. Marx, Darwin och statsvetenskapens politisering (Universus: 2017).

## Arbeten i urval

### Böcker
- Samhällets rörelselag. Marx, Darwin och statsvetenskapens politisering (Universus: 2017).
- Social Capital and Democratisation. Roots of Trust in Post-Communist Poland and Ukraine, with Martin Åberg, Ashgate 2003, 332+xvi
- Green Post-Communism? Environmental aid, Polish Innovation and evolutionary political-economics, Routledge 1999, 221+xiv pp.
- Environmentally Sound Technology Transfer in Estonian Agriculture, ed. Mikael Sandberg and A. Maastik, Stockholm Environment Institute Tallinn Office, (in Estonian) 1994, pp. 106.
- Baltic Sea Region Environmental Protection. 'Eastern' Perspectives and International Cooperation. (Stockholm: Almqvist & Wiksell, 1992), ed.: M. Sandberg, 1992, pp. 172+xix
- Learning from Capitalists: A Study of Soviet Assimilation of Western Technology, (Stockholm: Almqvist & Wiksell 1989) (Ph.D. dissertation), 264 pp.

### Bokkapitel och tidskriftsartiklar
- Sandberg, Mikael (2014). Politiserade valforskare. Axess (2), s. 32 - 33.
- Jansson, Fredrik, Lindenfors, Patrik, Sandberg, Mikael (2013). Democratic revolutions as institutional innovation diffusion : Rapid adoption and survival of democracy. Technological forecasting & social change, 80 (8), s. 1546 - 1556.
- Sandberg, Mikael, Lundberg, Per (2012). Political Institutions and Their Historical Dynamics. PLoS ONE, 7 (10).
- Sandberg, Mikael (2012). Satsa på elitforskare i stället för på Rothsteins påläggskalvar'

'
- Lindenfors, Patrik, Jansson, Fredrik, Sandberg, Mikael (2011). The Cultural Evolution of Democracy : Saltational Changes in A Political Regime Landscape. PLoS ONE, 6 (11), s. e28270 -
- Sandberg, Mikael (2013). ”Demokratin i Sverige bättre än någonsin” : Ett demokratiindex visar att demokratin i Sverige är i bra skick.. Dagens Nyheter.
- Sandberg, Mikael, Lindenfors, Patrik, Jansson, Fredrik (2012). Demokratins evolution. Gaudeamus, 88 (1), s. 14 - 15.
- "Soft Power, World System Dynamics, and Democratization: A Bass Model of Democracy Diffusion 1800-2000", Journal of Artificial Societies and Social Simulation 14 (1) 4
- "Hur skapas demokratier? Förklaring av demokratispridning genom systemdynamisk simulering", Tvärsnitt 2008, nr. 4.
- "Ungdomars syn på kärnkraft och demokrati sedan 1980-talet: "attitydepidemier", stigberoenden och teknisk-politisk kulturrevolution", en rapport till SKB 2008
- "I vänstervågens svall: livscykler, generationer och attityder till kärnkraft och demokrati sedan 1970-talet", en presentation av projektet Mot aktivism eller ointresse? Svenska ungdomars syn på demokrati och teknologi i ett internationellt och longitudinellt perspektiv, SKB:s årsbok 2007
- "The Evolution of IT Innovations in Swedish Organizations: A Darwinian Critique of 'Lamarckian' Institutional Economics", Journal of Evolutionary Economics (on-line 2006, i tryck 2007)
- "Samverkan högskola-näringsliv - ny start för regionerna?", i I den absoluta frontlinjen. En bok om forskningsstiftelserna, konkurrenskraften och politikens möjligheter, red. Sverker Sörlin, Bokförlaget Nya Doxa (2005)
- "Hur växer demokratin fram? Dynamisk (evolutionär) komparation och några metodtest på europeiska regimdata", Statsvetenskaplig tidskrift (2003/4), vol. 106, pp. 281-320
- "Hybridvetenskap och innovation: något för statsvetenskapen?" Bokkapitel i Tvärvetenskap: Fält, perspektiv, metod, Fredrik Sunnemark och Martin Åberg (red.), Studentlitteratur (2004), ss. 59-84
- "Den synliga handen – Introduktion till systemdynamisk datorsimulering av myndighetspåverkan på innovationssystem", Simulering av innovationssystem. Slutrapport från projektet Innovationssystemet "Trådlös kommunikationsteknik i Sydvästsverige", red. Sven Åke Hörte, Högskolan i Halmstad, 2003
- "IT-spridningen i svenska organisationer ur institutionellt-evolutionärt perspektiv: resultat från en web-survey 1999", Ekonomiska Samfundets Tidskrift, no. 1, 2001
- Politiska och ekonomiska "uttrycksarters" uppkomst genom institutionell selektion: några steg mot en evolutionär politisk ekonomi", Statsvetenskaplig tidskrift, no. 2, 2000, sid 115-148
- Environmental aid to Poland and win-win strategies", chapter in Jan Hedgaard and Bjarne Lindström (eds.) The NEBI YEARBOOK 2000. North European and Baltic Sea Integration, ss. 145-163.
- "Toward an Estonian Policy on Technology Transfer and Environmental Protection in Agriculture", in OECD Documents, CCET, 'Agriculture and the Environment in the Transition to a Market Economy, Paris: OECD, 1994, pp 265–273